# Ugo Pierleoni (cardinal, 1171)
Ugo Pierleoni (né à Rome, capitale de l'Italie, alors dans les États pontificaux, et mort vers 1183 ) est un cardinal du XIIe siècle.

## Biographie
Ugo Pierleoni est le petit-neveu de l'antipape Anaclet II et le neveu du cardinal Ugo Pierleoni, chanoine régulier de Saint-Victor (1164). Il est lui aussi membre des chanoines réguliers de Saint-Victor. 
Il étudie à l'université de Paris et est notaire de la Sainte-Église.
Le pape Alexandre III le crée cardinal lors du consistoire de 1171. 
Le cardinal Pierleoni est légat en France, en Angleterre et en Écosse. Pierleoni est archiprêtre de la basilique Saint-Pierre et est vice-chancelier de la Sainte-Église en 1182-1183. Il participe à l'élection de Lucius III en 1181.